# Schenkenbach (Neckar)
| Zuläufe und Bauwerke \| Schenkenbach \| Schenkenbach \| Schenkenbach \| \| ------------- \| ------------ \| ---------------------- \| \| Legende \| \| \| \| \| \| \| \| \| \| Kühlochgraben \| \| \| \| NN \| \| Sinnenwagbach \| \| \| \| K5500 \| \| K5500 \| \| Trichtingen \| \| Trichtingen \| \| Giess \| \| Giess \| \| Im Dorf \| \| Im Dorf \| \| Kirchstraße \| \| Oberndorfer Straße \| \| K5500 \| \| K5500 \| \| \| \| Trichtenbach \| \| \| \| Mühlkanal Untere Mühle \| \| A 81 \| \| A 81 \| \| Untere Mühle \| \| \| \| \| \| Mühlkanal Untere Mühle \| \| \| \| Füllbach \| \| \| \| \| \| \| \| \| \| K 5563 \| \| K 5563 \| \| Neckar \| \| \| |  |                        |
| Schenkenbach |  |                        |
| Legende |  |                        |
| |  |                        |
| |  | Kühlochgraben          |
| |  | NN                     |
| Sinnenwagbach |  |                        |
| K5500 |  | K5500                  |
| Trichtingen |  | Trichtingen            |
| Giess |  | Giess                  |
| Im Dorf |  | Im Dorf                |
| Kirchstraße |  | Oberndorfer Straße     |
| K5500 |  | K5500                  |
| |  | Trichtenbach           |
| |  | Mühlkanal Untere Mühle |
| A 81 |  | A 81                   |
| Untere Mühle |  |                        |
| |  | Mühlkanal Untere Mühle |
| |  | Füllbach               |
| |  |                        |
| |  |                        |
| K 5563 |  | K 5563                 |
| Neckar |  |                        |

Der Schenkenbach, nach seinen beiden Oberläufen teilweise auch Hartsteigbach oder Trichtenbach genannt, ist ein etwa 8 km langer, östlicher und rechter Zufluss des Neckars in Baden-Württemberg.

## Geographie

### Verlauf
Schenkenbach heißt das Gewässer erst mehr oder weniger weit unten am Lauf, siehe → Hydronomastik, zuvor aber Trichtenbach. Dieser entspringt einer Flurquelle westsüdwestlich von Brittheim auf etwa 658 m ü. NHN, läuft anfangs westlich bis westsüdwestlich, dabei lange durch Wald, und wendet sich am Rande der A 81 durch eine Waldenge südwärts. Er passiert dann den Westrand Trichtingens und fließt am Südwestende von Trichtingen mit dem Hartsteigbach zusammen. Bis dorthin ist er 4,2 km lang und hat ein 4,6 km² großes Teileinzugsgebiet angesammelt.
Der  Hartsteigbach ist mit 4,0 km der etwas kürzere linke Oberlaufast, er entspringt auf einer Höhe von 632,8 m ü. NHN in der Bickelsberger Gemarkung nahe dem zu Leidringen gehörenden Bommlershof und fließt, anfangs ebenfalls durch Wald, in westlicher bis westsüdwestlicher Richtung, zuletzt durchquert er das überwiegend rechtsseits liegende Trichtingen. Am Zusammenfluss mit dem Trichtenbach hat er mit ca. 6,3 km² schon ein deutlich größeres Einzugsgebiet als dieser.
Der vereinte Bach heißt zunächst selbst Trichtenbach und läuft in sich steiler und steiler einkerbendem, nach Passieren der Oberen Mühle von Trichtingen bald bewaldetem Tal südsüdwestwärts. Dieses kleine Anwesen ist neben dem Dorf Trichtingen der Gemeinde Epfendorf der einzige Siedlungsplatz am Schenkenbach und seinen beiden Oberläufen. In seinem Kerbtal unterquert er westlich von Trichtingen die Autobahn 81 und fließt dann an Harthausen in einem linken Seitental und zu Füßen von Schloss Lichtenegg auf einem rechten Talsporn vorbei.
Er mündet schließlich nördlich von Epfendorf unterhalb der Ruine Schenkenburg auf einer Höhe von 475,3 m ü. NHN von rechts in den Neckar.
Der etwa 7,9 km lange Lauf des Gewässerstrangs Hartsteigbach → (unterer) Trichtenbach → Schenkenbach endet ungefähr 157,5 Höhenmeter unterhalb seiner Quelle, er hat somit ein mittleres Sohlgefälle von etwa 20 ‰.

### Einzugsgebiet
Das Einzugsgebiet ist rund 20 km² groß. Sein höchster Punkt an seiner Nordostecke auf dem Waldberg Withau bei Brittheim erreicht 695 m ü. NHN. Das Einzugsgebiet gehört naturräumlich gesehen zum Südwestlichen Albvorland und zu den Oberen Gäuen. Es umfasst vom Unteren Jura bis hinab zum Mittleren Muschelkalk zahlreiche Schichtstufen des Südwestdeutschen Schichtstufenlands.

### Zuflüsse
Hierarchische Liste von Zuflüssen, jeweils von der Quelle zur Mündung. Auswahl.
Ursprung des Hartsteigbach auf etwa 633 m ü. NHN beim Bommlershof im Gewann Haldenwiesen (Gemarkung Bickelsberg).
- Hartsteigbach, linker Oberlauf von Ostnordosten am unteren Ortsende von Trichtingen, 4,0 km[LUBW 3] und ca. 6,3 km²[LUBW 6]
  - Kühlochgraben, von links und Süden, 1,3 km[LUBW 3]
  - (Bach aus dem Waldgewann Linkenhörnle), von links und Süden, 0,7 km[LUBW 3]
  - Sinnenwagbach, von rechts und Norden, 1,0 km[LUBW 3]
- Trichtenbach, rechter Oberlauf von rechts und insgesamt Nordosten am unteren Ortsende von Trichtingen, 4,2 km,[LUBW 3] und ca. 4,6 km²[LUBW 6]
- Füllbach, von links und insgesamt Ostsüdosten, 3,3 km[LUBW 3]
  - (Graben aus dem Unteren Gräbich), von links und insgesamt Südwesten nach der Unterquerung der A 81, 0,6 km[LUBW 3]
  - (Zufluss in den Gigelwiesen), von links und Südwesten durch Harthausen, 1,1 km[LUBW 3]

Mündung des Schenkenbachs von rechts und Osten auf 475 m ü. NHN nördlich von Epfendorf in den oberen Neckar. Der Bach ist 7,9 km lang und hat ein Einzugsgebiet von 19,6 km².

## Hydronomastik
Die Benennung des Baches und seiner Abschnitte widerspricht sich in verschiedenen Quellen. Das AWGN führt den Hartsteigbach als Oberlauf des Hauptstrangs und bezeichnet den nach dem Kriterium größeren Oberlauf-Teileinzugsgebietes konstruierten Hauptstrang als Schenkenbach. Der Layer Gewässername des AWGN gibt jedoch die Abschnittsnamensfolge Hartsteigbach (bis Trichtenbachmündung) → Trichtenbach  (bis Gemarkungsgrenze Epfendorf) → Schenkenbach an. Dazu passt auch die Bezeichnung der zwischen Trichtingen und der Füllbach-Zumündung das Tal querenden Autobahnbrücke als Trichtenbachtalbrücke. Diese Abschnittsnamensfolge mit der Bezeichnung auch des Mittellaufs als Trichtenbach lässt also annehmen, dass der Hartsteigbach von den Ansässigen als Zufluss des Trichtenbachs angesehen wird. Dieser wechselt seinen Namen dann erst deutlich abwärts des Zusammenflusses zu Schenkenbach.
Die Digitale Topografische Karte und die TK 25 bezeichnen den Bach anders als das AWGN bereits ab der Füllbachmündung als Schenkenbach.
Schließlich wird in der historischen Flurkarte von Württemberg der Abschnitt zwischen Füllbachmündung und Epfendorfer Gemarkungsgrenze als Thalbach bezeichnet.

## Typologie
Der Bach gehört von der Quelle bis Trichtingen zu den biozönotisch bedeutsamen Fließgewässertyp Feinmaterialreicher, karbonatischer Mittelgebirgsbach des Keupers und wird ab dort als Grobmaterialreicher, karbonatischer Mittelgebirgsbach klassifiziert.

## Naturschutz und Schutzgebiete
Ab der Höhe Harthausen bis zur  Mündung fließt der Schenkenbach durch das Landschaftsschutzgebiet Neckartal mit Seitentälern von Rottweil bis Aistaig und das FFH-Gebiet Neckartal zwischen Rottweil und Sulz.

### LUBW
Amtliche Online-Gewässerkarte mit passendem Ausschnitt und den hier benutzten Layern: Lauf und Einzugsgebiet des Schenkenbachs

Allgemeiner Einstieg ohne Voreinstellungen und Layer: Daten- und Kartendienst der Landesanstalt für Umwelt Baden-Württemberg (LUBW) (Hinweise)
1. ↑  Höhe nach dem Höhenlinienbild auf dem Hintergrundlayer Topographische Karte.
2. 1 2  Höhe nach blauer Beschriftung auf dem Hintergrundlayer Topographische Karte.
3. 1 2 3 4 5 6 7 8 9 10  Länge nach dem Layer Gewässernetz (AWGN).
4. 1 2  Einzugsgebiet nach dem Layer Basiseinzugsgebiet (AWGN).
5. ↑  Höhe nach schwarzer Beschriftung auf dem Hintergrundlayer Topographische Karte.
6. 1 2  Einzugsgebiet abgemessen auf dem Hintergrundlayer Topographische Karte.
7. ↑  Schutzgebiete nach den einschlägigen Layern, Natur teilweise nach dem Layer Biotop.

### Andere Belege
1. ↑  Friedrich Huttenlocher: Geographische Landesaufnahme: Die naturräumlichen Einheiten auf Blatt 178 Sigmaringen. Bundesanstalt für Landeskunde, Bad Godesberg 1959. → Online-Karte (PDF; 4,3 MB)
2. ↑  Geologie nach den Layern zu Geologische Karte 1:50.000 auf: Mapserver des Landesamtes für Geologie, Rohstoffe und Bergbau (LGRB) (Hinweise)
3. ↑  Kartenbasierte Suche auf LeoBW